# باربوروفلیس
باربوروفلیس یا گربه باربور (نام علمی: Barbourofelis) سرده‌ای منقرض‌شده از پستانداران گوشت‌خوار گربه‌مانند متعلق به خانواده باربورگربه‌ایان و مربوط به بازه زمانی اواخر میوسن تا اوایل پلیوسن (حدود ۱۳٫۶ تا ۴٫۹ میلیون سال پیش) است. سنگواره‌های منسوب به‌این سرده را در مناطقی از آمریکای شمالی و اوراسیا یافته‌اند.

## طبقه‌بندی
این سرده درسال ۱۹۷۰ توسط برتراند شولتز، مارتین شولتز و لری مارتین، به افتخار اروین هینکلی باربور، دیرینه‌شناس آمریکایی، باربوروفلیس (به‌معنی گربه باربور) نامگذاری شد. باربوروفلیس را نخست به‌عنوان سرده شاخص از زیرخانواده باربورگربه‌ایان (Barbourofelinae)، متعلق به خانواده شمشیردندان‌نمایان (Nimravidae) طبقه‌بندی کردند. این طبقه‌بندی درسال ۲۰۰۴ مورد تجدیدنظر واقع شد و باربورگربه‌ایان به‌عنوان یک خانواده مستقل و متمایز (Barbourofelidae) طبقه‌بندی شدند. باوجوداین، برخی منابع از زیرخانواده بودن آن‌ها پشتیبانی می‌کنند. باربورگربه‌ایان را نزدیک‌ترین خویشاوندان باستانی خانواده گربه‌ایان می‌شناسند.

## توصیف

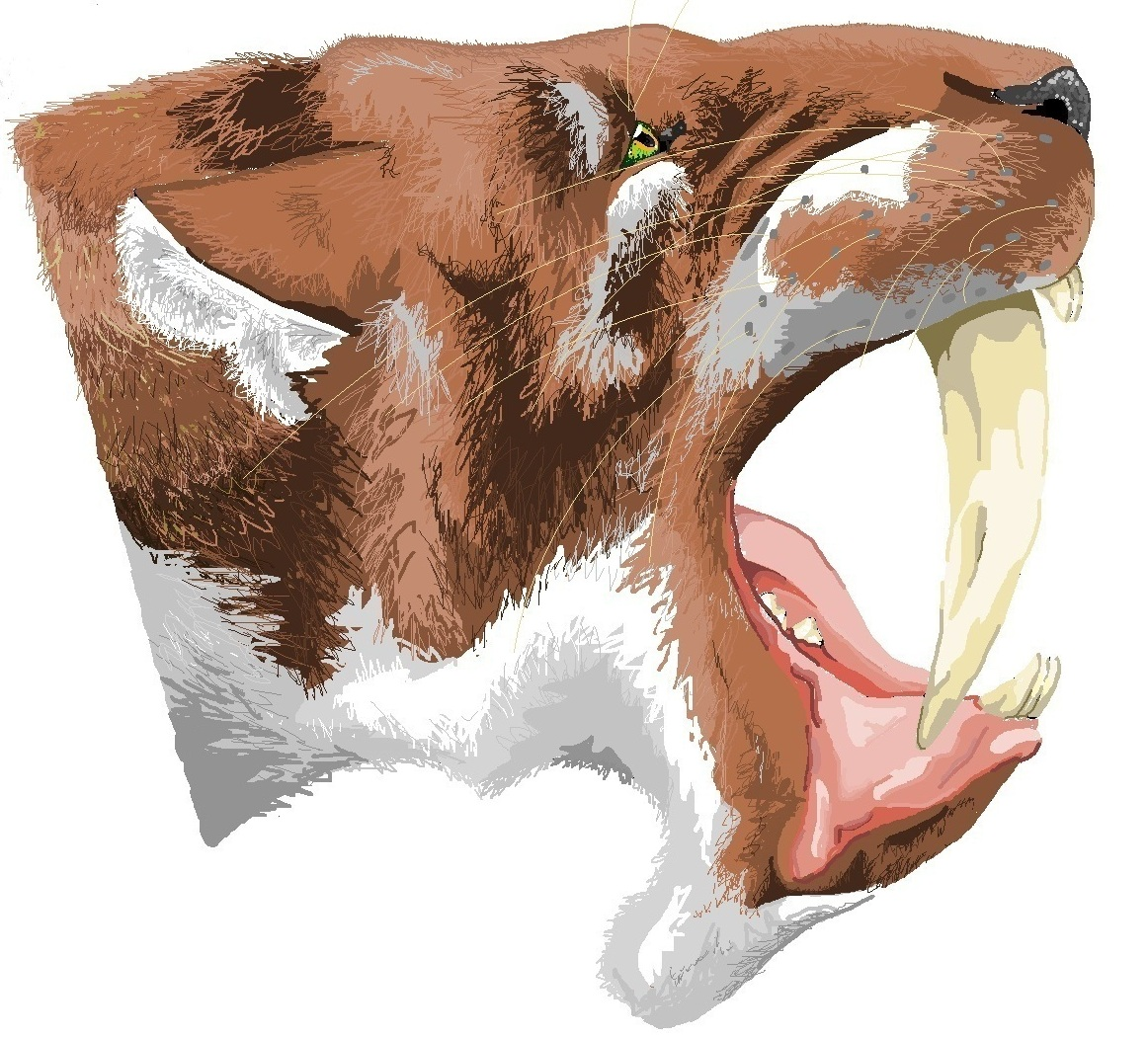
بازسازی چهره باربوروفلیس فریکی

تا کنون ۴ گونه از سرده باربوروفلیس شناسایی شده‌است. دو گونه باربوروفلیس لاوئوروم که بقایای آن از کالیفرنیا، اوکلاهما و به خصوص فلوریدا شناسایی شده در کنار باربوروفلیس فریکی بزرگ‌ترین گونه سرده باربوروفلیس که به بزرگی شیر بوده و بقایای آن از نبراسکا و نوادا شناسایی شده از بقیه مشهورترند. شواهد سنگواره‌ای در مورد گونه باربوروفلیس لاوئوروم نشان می‌دهند که افراد نابالغ ظاهراً فاقد دندان‌های خنجری کاربردی کاملاً افراد بالغ بودند و این موضوع می‌تواند نشان دهد که فرزندان چند سال اول زندگی خود را تحت پوشش و مراقبت والدینشان می‌گذراندند. مغز باربوروفلیس در مقایسه با مغز گربه‌های بزرگ امروزی کوچک و ساده بود و چنین به نظر می‌رسد که این جانور قادر نبوده رفتارهای پیچیده زندگی گروهی و اجتماعی را از خود نشان دهد.

## نگارخانه

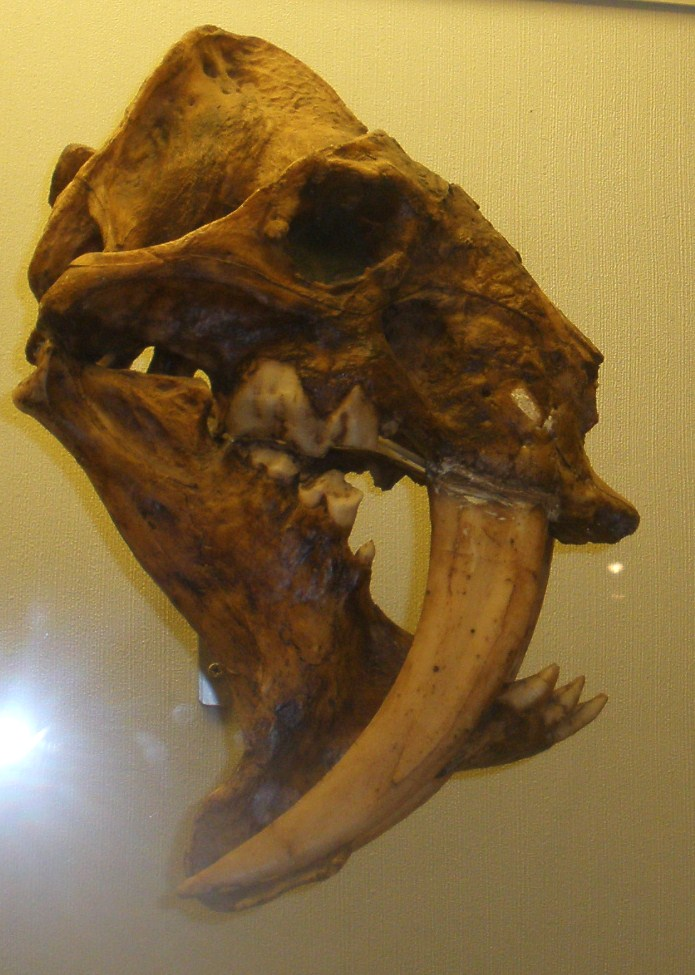
جمجمه باربوروفلیس فریکی
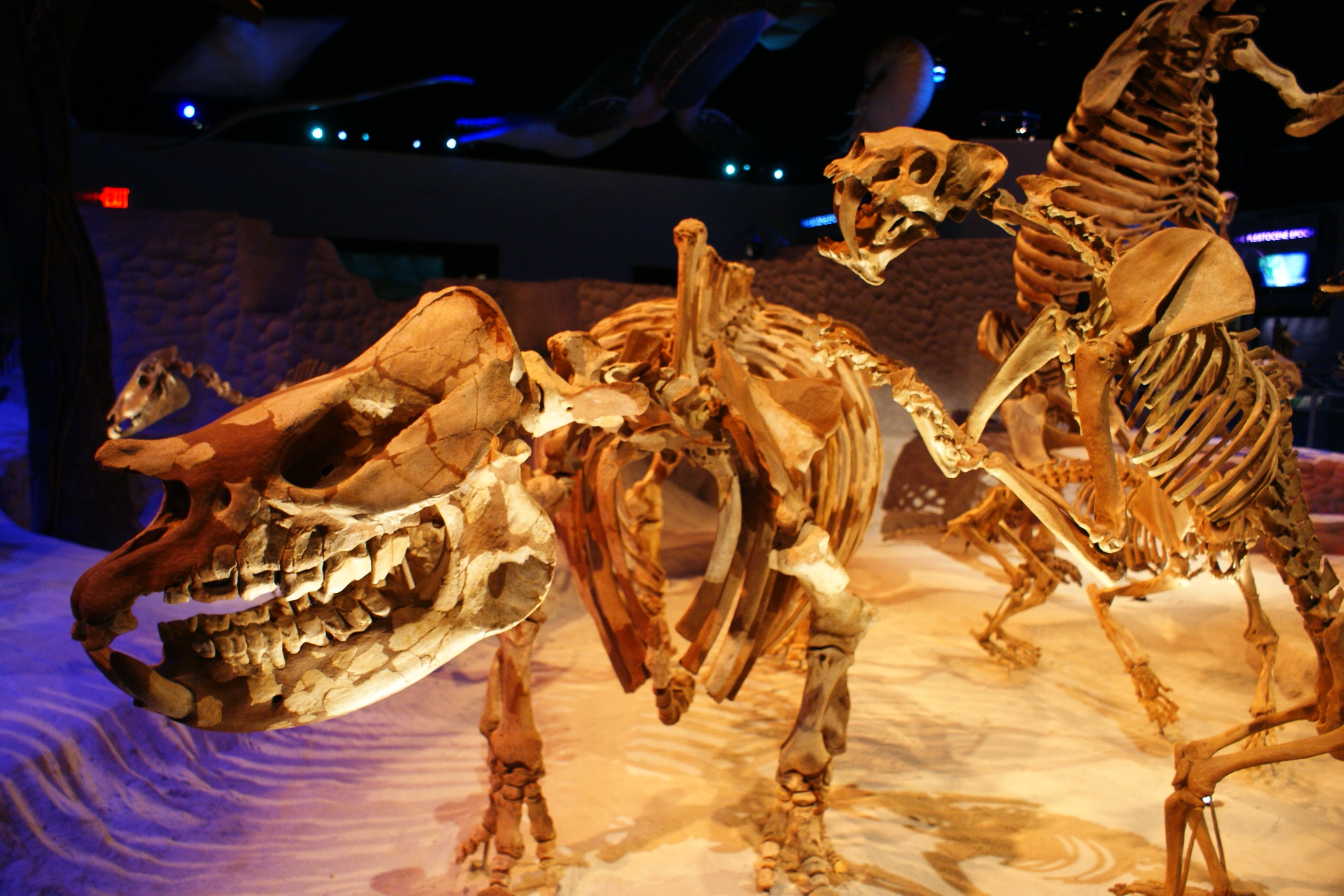
اسکلت باربوروفلیس لاوئوروم در حالت حمله کنار اسکلت یک کرگدن منقرض‌شده پیشاتاریخی